# The Comedians
The Comedians är ett brittiskt tv-program från 1970-talet där några av den tidens stora komiker som Stan Boardman, George Roper, Roy Walker, Tom O'Connor, Frank Carson, Jim Bowen, Charlie Williams, Mike Reid, Duggie Brown och Bernard Manning roade tv-tittarna med ståupp-komik. Programmet producerades av  Johnnie Hamp på Granada Television.
En svensk variant, Pratmakarna, visades under 1970-talet och senare under 1990-talet.